# Universalteorin
Universalteorin (tyska: Die Theorie von Allem) är en tysk thriller och dramafilm från 2023. Filmen är regisserad av Timm Kröger, som även skrivit manus tillsammans med Roderick Warich. Filmen hade svensk biopremiär 24 maj 2024, utgiven av Njutafilms.
Filmen hade världspremiär vid filmfestivalen i Venedig 2023, där den deltog i tävlingen om Guldlejonet.

## Handling
Filmen utspelar sig 1962 och handlar om en fysikkongress i Alperna där en bisarr molnformation på himlen och ett dånande mysterium under berget äger rum.

## Rollista (i urval)
- Jan Bülow - Johannes Leinert
- Olivia Ross - Karin Hönig
- Hanns Zischler - Dr. Julius Strathen
- Gottfried Breitfuss - professor Blumberg
- David Bennent - Arnold